# Leptostroma eupatorii
Leptostroma eupatorii är en svampart som beskrevs av Allesch. 1896. Leptostroma eupatorii ingår i släktet Leptostroma och familjen Rhytismataceae.   Inga underarter finns listade i Catalogue of Life.